# Vitalij Konstantinov
Vitalij Viktorovitj Konstantinov (ryska: Виталий Викторович Константинов), född den 28 mars 1949 i Ryssland, är en sovjetisk brottare som tog OS-guld i flugviktsbrottning i den grekisk-romerska klassen 1976 i Montréal. 